# سفارت عراق در مسکو
سفارت عراق در مسکو (به عربی: سفارة العراق في موسكو) دفتر هیئت سیاسی اعزامی عراق به روسیه می‌باشد که در در خیابان پوگودینسکایا ۱۲ (به روسی: Погодинская ул., 12) در بخش خاموونیکی مسکو واقع شده‌است.